# Little Mongeham
Little Mongeham – wieś w Anglii, w hrabstwie Kent, w dystrykcie Dover. Leży 21 km na wschód od miasta Canterbury i 109 km na wschód od centrum Londynu.